# Готическая архитектура Праги
На сегодняшний день Прага — один из самых популярных городов Европы, заманивающий туристов своими необычайно красивыми городскими пейзажами, историческими достопримечательностями. Пожалуй, едва ли найдется другой город, удостоенный стольких ярких эпитетов: «Злата Прага», «Магическая Прага», «Прага стобашенная». Исторический центр столицы Чехии является самым уникальным городским заповедником республики.
Гуляя по Праге, можно увидеть церкви, замки, дворцы, мосты, площади, дома горожан абсолютно всех архитектурных стилей. Но ни один из архитектурных стилей — помимо барокко — не оставил в Праге столько памятников, как готика. Именно готическая архитектура придает панораме города неповторимую особенность, которая заключается в контрасте вертикалей и горизонталей. Многочисленные туристы со всего мира приезжают полюбоваться красотой этого города, его архитектурой, основная цель визита Праги — познавательный туризм.

## Готические соборы и монастыри Праги

### Костел святого Мартина в стене
Костел был построен в конце XII века на поселении Уезд. При сооружении Староместских укреплений в середине XIII века Уезд был разделен на две части. Большая часть осталась вне крепостных стен, оказавшись на территории будущего Нового города, а меньшая часть с костелом вошла в недра Старого города. А так как костел стоял на границе, южная стена его прилегала с крепостной стене, отсюда и название.
Ряд романских архитектурных деталей первоначального однонефного романского костела сохранились в главном нефе храма.
Готическая перестройка костела осуществилась во время правления Карла IV. Главный неф увеличил свою высоту и был перекрыт сводом, стена на юго-западе приобрела призматический вид, а пространство костела расширилось постройкой квадратного в плане пресвитерия. Последний был перекрыт нервюрным сводом, причем такое решение (типичный впоследствии конструктивно-декоративный элемент святынь пражской готики) оказалось одним из первых в Праге. Ребра свода вырастали из консолей, украшенных масками. Место их пересечения украшает роза и звезда.
Свой нынешний вид костел приобрел после перестройки в поздней готике, завершившейся в 1488 году, когда появились два боковых нефа, также перекрытые ребристыми сводами.
Костел святого Мартина в стене горел в 1678 году, после чего верхняя часть башни была перестроена. Вскоре после этого костел упраздняется, превратившись в склад, жилье и магазины.
В 1904 году объект реставрируется под руководством К.Гилберта. Теперь башня с гербом Старого города дополняется псевдоренессансными фронтонами. Возле костела когда-то давно было кладбище, где было погребено прославленное семейство скульпторов Брокофф, о чём свидетельствует памятная доска в наружной кладке пресвитерия. Несколько подлинных надгробных камней разместились в интерьере костела.

### Кафедральный собор святого Вита
Вершиной зрелой готики в Чехии является собор святого Вита. Собор находится на территории Пражского града, который расположен на возвышенности на левом берегу Влтавы. Начало работам было положено в 1344 году на месте небольшой одноимённой романской ротонды, они неоднократно прерывались то гуситскими войнами, то нехваткой финансов и были закончены лишь к 1929 году. Именно к этому времени относится западный фасад, выдержанный в неоготическом стиле, украшенный розой-витражом — окном 10,4 метров в диаметре, рядом с которым помещены портреты архитекторов, принимавших участие в последнем этапе строительства и декорирования храма.
В 1344 году по инициативе императора Карла IV был приглашен архитектор Матье из Арраса, возвести большой готический собор, похожий на французские церкви того времени. Матье руководил работами вплоть до своей кончины в 1352 году, успев соорудить хор с пятью завершающими капеллами и аркады главного нефа. В 1353 году строительство продолжил молодой Петр Парлерж. В период с 1354—1369 годов Петр Парлерж создает остальные капеллы, включая самую большую — капеллу святого Вацлава. В отличие от Матье, который все капеллы сделал одинаковыми, Парлерж нарушает этот принцип строгой симметрии. Созданные им капеллы различны и по форме, и по размерам. Это повлекло за собой отказ от принятой Матье формы и структуры наружный опор и контрфорсов. Парлерж облегчает их и делает более стройными.
В 1371 году Петр Парлерж приступает к возведению второго яруса хора. Над ещё тяжелыми, гладкими стенами первого яруса вырастает изумительное по рисунку легкое завершение, в котором стена совершенно исчезает, уступая своё место огромным, сильно вытянутым оконным проемам, занимающим все пространство между пилонами . Для того, чтобы переход от более тяжелого низа к легкому верхнему ярусу не был слишком резким, Парлерж создает между ними великолепный сквозной трифорий. Здесь на двух сторонах пилонов размещены в нишах скульптурные бюсты, созданные в строительной мастерской собора в период 1374—1385 годов сотрудниками П. Парлержа, а некоторые из них и им самим. В нишах верхнего трифория алтарной части размещены скульптурные бюсты Христа, Марии и святых — основателей Чешского государства и церкви западных славян: Вита, Вацлава, Кирилла, Мефодия, Зикмунда, Войтеха и т. д. В нишах трифория хора находятся бюсты всех тех, кто участвовал в основании и строительстве собора: Карла IV и его семьи, архиепископов, канонников, всех управляющих строительства и двух его авторов — зодчих Матье Аррасского и Петра Парлержа. Это единственный случай в готической архитектуре, когда галерея бюстов современников строительства собора помещена в главной части храма — в хоре, над алтарем. Тем более примечательно, что в одном ряду со святыми лицами находятся бюсты простых людей.
В 1385 году вместо предполагавшихся по проекту Матье крестовых сводов, Парлерж заканчивает свои сетчатые своды, им изобретенные и впервые введенные в готику. Эти своды лежат не на пересекающихся в центре нервюрах, а на двух параллельно идущих нервюр, образующих в центре ромбическую форму.
В 1396 году у южного выступа трансепта архитектор начал воздвигать изящную башню, рядом с которой прорезал стену большими стрельчатым окном с узорчатым каменным переплетом. Кроме того П. Парлержу мы обязаны южным порталом — знаменитыми Золотыми воротами (названные так из-за яркой мозаики, через них вступали в собор чешские правители на церемонию коронации).
С 1397 года магистром строительства значится по документам старший сын Парлержа — Вацлав, а в 1398 году его младший сын от первого брака Ян Парлерж. Строительство продолжалось до 1400 года, в период гуситских войн оно полностью приостановилось, а возобновлено строительство собора было лишь в начале XVI века. В этот период мастер чешской поздней готики Б. Рейт заложил основы северной башни и пилонов среднего нефа. Но его деятельность на этом прекратилась.
Позже, уже в период ренессанса в Чехии, архитектор Б. Вольмут в 1560—1562 годах строит в северном конце трансепта певчие хоры, которые сохранились до наших дней. В конце XVI века, а также в течение XVII и XVIII веков работавшие в Праге иноземные архитекторы участвовали в достройке собора . Они заложили новые части, возвели отдельные пилоны, построили новую капеллу, но все это, чуждое стилю собора, позже было снесено. В тяжелые времена габсбургского засилия достройкой собора никто не интересовался.
Вопрос об окончательной достройке собора встал снова лишь в XIX веке. В 1861 году приступили к ремонту и реставрации старых, средневековых частей. Обновление хора было закончено в 1873 году. В этом же году был заложен главный неф, а через два года нижний ярус его был закончен. Фасад строился в 1881—1892 годах, а в 1903 году возведены своды нефов, точно повторяющие парлержевские своды хора. Работы по деталям и доделке продолжались с перерывами до 12 мая 1929 года, а открытие храма состоялось 28 сентября того же года.
Длина собора — 124 метра, ширина поперечного нефа — 60 метров, ширина западного фасада 37,5 метров, высота храма до свода 33 метра, высота башен над фасадом 82 метра, а главной южной башни — 99,6 метров .

### Костел девы Марии Снежной
Костёл Девы Марии Снежной в Праге был основан Карлом IV в 1347 году на площади имени Юнгманна.
По замыслу костел Девы Марии Снежной должен был стать самым большим и высоким храмом в Праге. От первоначального проекта трехнефного храма остался лишь пресвитерий с двумя боковыми капеллами, составляющий теперешний готический костел с ренессансным сводом, заменившим первый более высокий свод, упавший в XVI веке вместе с фасадом. С 1606 года занялись восстановлением и, несмотря на то, что восстановленный свод стал на 4 метра ниже прежнего, костел девы Марии Снежной до сих пор принадлежит к числу самых высоких храмов Праги.
В былые времена на северной стороне костела стояла высокая башня, имевшая великолепный тимпан с декоративным рельефом, копию которого можно увидеть над входом. Южная башня намечена в толще стены боковой капеллы. Трехнефный объём, примыкающий к пресвитерию, остался незаконченным, а обнаруженные при раскопках окна свидетельствуют о том, что здание доходило до современной площади им. Юнгманна. Перед входом во внутреннем дворике с 1715 года стоят статуи святого Яна Непомуцкого и Петра Алкантарского скульптора Майера. На северной стороне дворика находится капелла Яна Непомуцкого, над ней — монастырская библиотека. Из внутреннего убранства костела интерес представляют расположившиеся вдоль стен 10 скульптур францисканских святых, оловянная купель 1459 года и картина «Благовещенье деве Марии», созданная В. В. Райнером в 1724 году. В интерьере доминирует алтарь эпохи раннего барокко — самый большой в Праге.

### Костёл Святого Стефана (Штепана)
Костёл Святого Степана (Штепана) был заложен в 1351 году королём Карлом Люксембургским в качестве приходского храма верхней части города Нове-Место. Костел представляет собой готическую базилику с башней, которая была достроена спустя 50 лет после основания и должна была стоять сбоку, однако в последний момент проект был переделан и башня встала по центру фасада. Впоследствии костел был переделан в стиле барокко, однако в XIX веке вернул свой подлинный облик благодаря новоготическому проекту архитектора Йосефа Моцкера.
Интерьер храма сохранил готический вид, за исключением позднеренессансного клироса — церковных хор с органом. Над аркадами главного нефа сохранились росписи с мотивами о легенде святого Степана кисти Шейвла. С середины XV века сохранились фрагменты настенных росписей, посвященных житию Девы Марии, среди которых ценное готическое изображение Мадонны в оригинальной раме 1472 года. Потолок сакристия был расписан в начале XVIII века. Ценность представляют и лавки главного нефа, сохранившиеся с XVII века.
По обыкновению, возле костела было разбито довольно обширное кладбище, значительно увеличившее свою площадь во время эпидемии чумы и существующее вплоть до XIX века. На бывшем кладбище находится невысокая позднеготическая колокольня, сооруженная в начале XVII века.

### Костёл святого Йиндржиха
Одновременно с основанием Нового Города в середине XIV века появляется комплекс приходского костела святого Йиндржиха с примыкающим к нему кладбищем, колокольней, жильём священника и приходской школой.
Здание костела — трехнефная постройка с нефами равной высоты. Когда-то каждый из нефов имел свою шатровую кровлю. Нынешняя кровля появилась в результате реготизации костела под руководством Йосефа Моцкера в 1875 году. Своды основного пространства костела опираются на прямоугольные в плане опоры. Пресвитерий с полигональным завершением и призматической башней также готического происхождения. Нынешняя башня имеет барочное завершение. Позднее на западной стороне был пристроен нартекс в стиле ренессанс и боковые капеллы в раннем барокко.
В 1737—1741 годах костел реконструируется в стиле барокко, в этом стиле решено практически все убранство интерьера костела.
Напротив костела по-прежнему со времен Средневековья стоят святоиржские приходские строения, а возле них приходская школа, довольно просто решённое здание с интересным ренессансным порталом.
Украшением комплекса является колокольня, построенная около 1475 года и стоящая на месте бывшего кладбища. В 1878—1880 годах была произведена капитальная реконструкция колокольни, когда совместно с костелом она была переделана в стиле неоготики архитектором Йосефом Моцкером. С тех пор появилась «долотообразная» форма кровли с угловыми башенками высотой в 31,86 метров, которую мы видим по сегодняшний день. Общая высота колокольни 65,7 метров, это самая высокая отдельно стоящая башня в Праге, она является одной из значительных и характерных доминант столицы.

### Костёл святых Петра и Павла
Костёл был перестроен при Карле IV в 1364 году из романского храма в готический, от которого сохранились только боковые нефы и часовня. После переделок в эпоху ренессанса и барокко, костел был перестроен в неоготическом стиле в 1885—1887 годах, а псевдоготические башни, придающие костелу особое своеобразие, появились в 1902 году.
Внутри костёла имеются два исторических памятника: каменный саркофаг 1 половины XII века, в котором по предположению ученых похоронен один из чешских князей, и изображение Мадонны, — называемой «Дождливой», 2 половина XIV века — станковая чешская готическая картина из собраний Рудольфа II.

### Храм Девы Марии пред Тыном
Прекрасный готический трехнефный храм был заложен в 1365 году — это главный храм средневекового Старого Города Праги. На его месте раньше стояли два костела — романский и готический.
Здание церкви Марии перед Тыном своим западным фасадом обращено к Староместской площади. Непосредственно перед фасадом выстроено здание Тынской школы с готическими аркадами, так что он закрыт со стороны площади. Это очень сдержанная по формам церковь, которая строилась учениками Петра Парлержа и местными мастерами. Храм представляет собой трехнефную базилику с тремя хорами, завершающими нефы на востоке, с фронтоном над центральным нефом и с башнями у западного фасада, которые были построены во второй половине XV и в начале XVI веков. Своеобразные шатры этих башен стали характерной деталью ряда сооружений Праги. Башни по углам основания имеют четыре небольших шпиля, которые повторяются ещё раз, располагаясь на небольших выступающих кронштейнах посередине каждой из сторон обоих шатров.
Северный портал, который принадлежит П. Парлержу, представляет собой особый интерес с точки зрения пластики. Он заполняет пространство между двумя контрфорсами, умело использованными в общей композиции портала. По бокам контрфорсов и на поддерживающих архивольты профилях сохранились консоли для скульптурных фигур и балдахинчики над ними, но сами скульптуры утрачены. Портал завершен полуциркульной аркой. Под ней в глубине портала расположен тимпан 1390 года, заполненный рельефом мастерской Парлержа, изображающий страсти Христа. Сами же двери имеют завершение в виде стрельчатой арки.
После пожара 1689 года главный неф стал ниже и был покрыт новым барочным сводом.
Внутри храма особого внимания заслуживают: каменная готическая кафедра для проповедей, датируемая XV веком, готическая статуя Мадонны с младенцем, так называемая Тынская Мадонна на троне (1420 год), готическое распятье XV века, позднеготический каменный балдахин работы М. Рейсека (1493 год), древнейшая из сохранившихся пражских оловянный купелей 1414 года, украшенная рельефами апостолов, две готические лавочки с консолями в форме коронованных глав. В начале 2000 года реставраторы обнаружили в костеле готическую фреску с изображением святого Иеронима со львом конца XIV века, тщательно укрытую в одном из алтарей бокового нефа.

### Вифлеемская часовня
Вифлеемская часовня была заложена в 1391 году для месс на чешском языке. В 1536—1539 годах часовня была разделена колоннами на шесть нефов и была покрыта сетчатым реберным сводом. В 1786 году она была почти целиком разрушена. Затем на этом месте вырос жилой многоэтажный дом, который впоследствии также был снесен.
Археологические исследования показали, что от средневековой постройки сохранились лишь три стены по периметру с рядом готических архитектурных элементов.
Новая реконструкция началась в середине XX века (в 1950—1953 годах) под руководством архитектора Ярослава Фрагнера на основе сохранившихся чертежей и рисунков. Основным архитектурным замыслом решения интерьера является удивительная простота, это просторное помещение с деревянным резным потолком, трибуной и высокими готическими окнами.
Южную стену, выходящую на площадь, восстановили, руководствуясь подлинными чертежами. В интерьере по периметру помещения все стены имеют готические окна различной величины и росписи в сочетании с цитатами из проповедей и песен с нотами. В здании капеллы сохранились подлинные готические проемы некоторых окон, входной портал (XIV век), портал в дом проповедников и некоторые фрески.
Часть стен при восстановлении капеллы были украшены росписью, основанной на средневековых хрониках. Вся деревянная утварь капеллы (оратория, кафедра, и хоры) реконструирована вновь.

### Карлов мост
Карлов мост — самый старый пражский мост — без сомнения является одним из самых красивейших готических инженерных сооружений в мире. Карлов мост соединяет Старый Город и Малую Страну, пересекая Влтаву над небольшим островом Кампа (он отделен от берега узким протоком под названием Чертовка).
Предшественниками Карлова моста были первый деревянный мост, сооруженный в X веке, смытый наводнением, и первый чешский каменный мост, построенный в 1160 году. Простояв 170 лет и этот романский мост, названный в честь королевы Юдиты, также был разрушен наводнением. Мост находился примерно на том же месте, где ныне стоит Карлов мост, только несколько севернее, и для своего времени это было единственное в своем роде техническое сооружение в масштабах Европы.
Сооружение Пражского или Каменного (мост стал называться Карловым лишь с конца XIX века) моста началось в 1357 году по приказу Карла IV. Возглавить строительство моста Карл IV доверил Петру Парлержу. Мост, охраняемый с двух сторон мощными и богато украшенными Сторожевыми воротными башнями, представляет собой достаточно массивное сооружение: полотно моста поддерживают 16 опорных быков, соединенных арочными пролетами, его длина — 516 метров, а ширина — 9,5 метров.
Мост был открыт королём 9 июля 1357 года, в 5 часов 31 минуту. Такая точность объясняется тем, что в этот момент Солнце совпало с Сатурном, а согласно средневековой астрологии это предвещало благополучие. Строительство моста было завершено в начале XV века — в 1406 году.
Мост и в самом деле благополучно сохранился и до наших дней. Правда наводнения и обильные ливневые дожди несколько раз разрушали пролёты моста, которые были благополучно восстановлены.
В течение пяти веков Карлов мост оставался единственным мостом через Влтаву. Только в 30-е годы XIX века началось строительство других пражских мостов.
Мост со стороны Старого города начинался Староместской мостовой готической башней, считающейся одной из самых красивых средневековых башен в Европе. Строительство башни началось одновременно с возведением Карлова моста в 1357 году, по проекту Петра Парлержа а завершилось в 1380 году. Башня служила не только украшением Карлова моста, но и частью укреплений Старого города. Ворота башни закрывались опускающейся железной решеткой, богато украшенной скульптурными изображениями святых и королей, гербами земель, входивших в империю Карла IV.
Согласно указаниям древней астрологии, восточная стена башни разделена карнизами на ярусы, символизирующие сферы: подземную, лунную, солнечную и звездную, причем в «преисподней» — в подвальном помещении, приходящемся на мостовую опору, находилась тюрьма.
Кроме такого символического деления, нынешний фасад восточной стороны с точки зрения чистоты стилевого единства, можно также расчленить по горизонтали, по мере выполнения в различное время.
Нижний этаж башни был выполнен при Карле IV (его датировку можно определить по поясу гербов земель, которыми правил Карл IV, над аркой) и образует ворота 8-метровой ширины с проемом в виде готической стрельчатой арки и специфическим сетчатым сводом в проезде, украшенным фресками.
В помещении на втором этаже с балочным перекрытием, очевидно, располагалась караульная служба, отсюда когда-то спускали железную решетку, закрывающую ворота башни. Фасад второго яруса украшен трехлепестковой декоративной аркой под общим треугольным декоративным фронтоном. В центре фронтона размещены стоящая скульптурная фигура святого Вита и две фигуры, восседающих на троне, слева — Карл IV, а справа — Вацлав IV, и знаки Святой империи Римской и Чешского королевства по обеим сторонам. Скульптурные изображения правителей работы мастерской Петра Парлержа не просто символы, они уникальны тем, что обладают портретным сходством. Над Святым Витом расположен знак Святовацлавской (или моравской) орлицы, а выше на консоли — лев (тень от головы которого, согласно астрологическим расчетам и выкладкам, падает на грудь орлицы в день Святого Вита — 15 июня).
Помещение на третьем этаже использовалось в прошлом в качестве долговой тюрьмы для должников из благородных семейств, здесь в 1880 году появилось неоготическое перекрытие, а на окнах — витражи. В декоративном убранстве третьего яруса доминируют изображения покровителя земли Чешской святого Войтеха и Люксембургского патрона святого Сигизмунда.
В конце XIX века башне потребовалась реконструкция, которой занимался Йосеф Моцкер. Именно тогда сооружение получило кровлю с четырьмя угловыми башенками, которую мы видим сегодня.
Однако сохранились лишь украшения восточной стороны. В 1648 году во время шведской осады Праги пострадала западная сторона башни, обращенная к мосту, когда-то она, подобно восточной, также была украшена вписанным в готическое обрамление изображениями: восседающей на троне Мадонны, чешского короля и римского императора Карла IV и его жены Элизы Поморанской, получавших из рук богоматери корону. После реконструкции под руководством К.Лураго и Д.Спинетти (1650—1653) на этой стороне появилась каменная доска с латинским текстом в память о героической борьбе пражан со шведами.
На южной стороне к башне примыкает призматической формы пристройка с лестницей и собственной крышей, обеспечивающая вертикальную поэтажную связь.
Староместская мостовая башня является уникальной постройкой. Очень большую роль она сыграла в дальнейшем развитии чешского зодчества, став образцом для аналогичных сооружений «стобашенной Праги».
Вход на Карлов мост со стороны Малой Стороны перекрыт двумя Малостранскими мостовыми башнями. Более низкая башня представляет собой остатки некогда находившихся тут опор Юдитина моста, и построена она ещё в XII веке. Её фронтоны были украшены в 1591 году. Высокую башню возвели во второй половине XV века. Она органично дополняет ансамбль Карлова моста и Староместской башни. Между двумя Малостранскими башнями после 1410 года были построены ворота. Они выдержаны в готическом стиле и украшены гербом Старого Города, а также гербами земель, подвластных Вацлаву IV.

### Жилые дома готического стиля
Староместская площадь — ценнейший исторический памятник Праги. В XI—XII веках здесь, на перекрестке торговых путей, находился рынок, который с самого начала истории города притягивал к себе состоятельных людей, которые строили свои жилые дома вблизи этого центра тогдашней хозяйственной и политической жизни столицы. Естественно поэтому, что остатки древнейших городских построек Праги сохранились большей частью вблизи Староместской площади. Поскольку в прежние времена Старый Город находился на несколько метров ниже уровня современной Праги, остатки древних зданий, как правило, превратились в подвальные помещения построек следующих веков.
Фасады домов, окружающих Староместскую площадь отмечены печатью самых разных архитектурных стилей, однако многие черты их постройки свидетельствуют о древнем, в основном готическом происхождении.
Особенно своеобразна восточная сторона площади. На углу Целетной улицы находится дом «У белого носорога». Малоинтересный фасад в стиле барокко нарушил строгое единство стиля бывшего готического дома, от которого сохранилась лишь арочная галерея XIV века с реберными сводами. Соседнее здание — бывшая Тынская школа — также имеет готическую аркаду, относящуюся ко второй половине XII века и началу XIV века.
В Тынской улочке интересен дом «У золотого перстия» с готическим порталом.
На углу Тынской улочки и Староместской площади стоит дом «У каменного колокола», который представляет собой трехэтажную башню-дворец с пристроенными к нему флигелями, окружающими прямоугольный дворик. От подлинного былого великолепия осталось: восстановленный пластический декор фасадов и настенные росписи в интерьерах парадных залов второго и третьего этажей.
Сохранившиеся частично (собранные из кусочков) пластики, украшавшие фасад, выставлены в экспозиции первого этажа и являются образцами зрелости среднеевропейской традиции скульптурного убранства XIII века. Первоначально междуоконные ниши третьего этажа украшали скульптурные образы правителя, его жены с королевскими регалиями фигуры, одетые в парадные платья с королевскими плащами, и два вооруженных охранника по сторонам, а также изображения патронов на фасаде второго этажа.
От первоначальных интерьеров осталась лишь капелла с прихожей в первом этаже южного крыла, перекрытая ребристым крестовым сводом, её стены покрыты фресками из жизни святого Вацлава, изображений Христа и святых.
В парадных залах второго и третьего этажей осталась часть подлинного декоративного убранства: входной портал, подоконные сидения и тронная тройная ниша с балдахином.
За фасадами зданий противоположных Староместской ратуше — стиль барокко и рококо — большей частью скрываются дома предшествующих эпох. Так, например, подвальные помещения углового так называемого Штепанковского дома имеют готические аркады. Подвал дома «Белый конек» XII века сохранил позднеготический портал с лилиями и проезд с реберным сетчатым сводом. Дом «У каменного барашка» украшен раннеготическим порталом.

### Заключение
Итак, изучив некоторые готические постройки Праги, можно сделать вывод о том, что практически все из них не сохранились в изначальном, подлинном состоянии. Это связано с тем, что расцвет готического искусства Чехии совпадает с высоким подъёмом её экономики и культуры в XIV веке, когда она превратилась в одну из передовых стран Европы. Карл IV был королём Чехии, Германии, Ломбардии и он сделал Чехию центром империи, а Прагу — её столицей. Стремясь создать из Праги город, достойный императорского величия, Карл IV развивает широкое строительство, в значительной степени определившее облик чешской столицы. Но шло время, менялись архитектурные стили, вместе с ними менялся и облик города. Готические постройки уже не пользовались популярностью и их, если и не сносили, то по крайней мере перестраивали или достраивали в том стиле, который был популярен в данный период времени. Были и случаи, когда по определённым причинам — политическим или экономическим, готическая постройка не могла быть завершена долгое количество лет и даже веков, но менять её стиль не стали, а достраивали во всё том же готическом. Но считать такую архитектуру настоящей готикой нельзя — это уже псевдоготический стиль, лишь копирующий подлинную готику. Таким изменениям подверглись не только культовые сооружения, но и мосты (в частности Карлов мост, который в эпоху барок¬ко (1683—1714 гг.) стали украшать тридцать статуй и группы святых) и даже жилые дома. В связи с этим можно выделить такую особенность пражской архитектуры как эклектичность — в одном памятнике архитектуры мы находим переплетение различных стилей от романского и готического до барокко и рококо.
В основном художественные приемы готической архитектуры Праги не изменялись, а оттачивались, так как готика зародилась во Франции уже в XII веке и Чехия лишь перенимала её традиции, такие как: собор — высший образец синтеза архитектуры и живописи (преимущественно витражей); смелая и сложная каркасная конструкция готического собора; впечатление неудержимого движения ввысь и к алтарю создаваемое рядами стройных столбов, мощным взлетом остроконечных стрельчатых арок. Но можно отметить и некоторые особенности архитектуры, характерные лишь для Праги: сетчатые своды, изобретенные и впервые введенные П. Парлержем; Собор святого Вита — единственный случай в готической архитектуре, когда галерея бюстов современников строительства собора помещена в главной части храма — в хоре, над алтарем — в одном ряду со святыми лицами находятся бюсты простых людей; оригинальные, неповторимые шатры башен культовых построек и др.
Но, несмотря на все изменения, которые претерпела готическая архитектура, именно она придает городу величественную и мистическую, торжественную и загадочную атмосферу. Благодаря бесчисленным башням и шпилям различной формы, возносящихся над морем пражских домов, Прага получила одно из своих названий — «стобашенная». И до сих пор туристы приезжают в этот город, чтобы убедиться в том, что Прага действительно является колыбелью искусства и культуры.